# OSR2
OSR2 is een afkorting voor OEM (Original Equipment Manufacturer) Service Release 2. Het heeft betrekking op de versie 4.0.950B van Windows 95, een fabrikantenversie die alleen werd meegeleverd met nieuwe PC's. De meest in het oog springende verandering van Windows 95 OSR2 t.o.v. Windows 95 4.00.950 en 4.00.950A (OSR1) is dat het besturingssysteem (MS-DOS 7.1) FAT32-schijven ondersteunt.